# Иваново (Сърбия)
 За другите селища с това име вижте Иваново.  
Иваново (на сръбски: Иваново или Ivanovo; на унгарски: Sándoregyháza; на немски: Alexanderkirchen или Iwanowo) е село, разположено в община Град Панчево, в Южнобанатски окръг на Автономната област Войводина, Република Сърбия. Част от населението на селото се състои от банатски българи.

## Географско положение
Най-близките градове до село Иваново са Панчево – на 18 км, и Белград – на 35 км.

## История
Иваново е основано през 1868 година от банатски българи, които идват от село Стар Бешенов, днешна Румъния и немци, които идват от различни краища на Банат и тогавашната Австро-Унгария. След заселването на преселниците веднага започват отводняването на землището, изграждане на дига на Дунав и освобождаване на нови обработваеми площи.
По-късно в периода 1883 – 1886 година в Иваново се заселват и унгарци и секели от Буковина.
Унгарското и немско наименование на селото Sándoregyháza и Alexanderkirchen (което се превежда като „Шандорова църква“) идва от името на Боназ Шандор (Bonnáz Sándor), и е официално име на Иваново в периода 1888 – 1922 година.
През учебната 2004/2005 г. е поставено началото на курс по изучаване на български език в село Иваново. Учителят се изпраща от България. Изучават се български език и фолклор.

## Население и етнически състав
| година | общо | унгарци | българи | сърби  | югославяни | словаци | неопредели ли се |
| 1991   | 1439 | 46,14%  | 27,44%  | 10,42% | 11,60%     | 0,76%   | 0,13%            |
| 2002   | 1131 | 39,96%  | 27,14%  | 19,71% | 2,12%      | 1,32%   | 4,68%            |

Според преброяването от 2011 г. населението му е 1053 жители.